# Naohisa Takatō
Naohisa Takatō (高藤 直寿, Takatō Naohisa), né le 30 mai 1993, est un judoka japonais en activité évoluant dans la catégorie des moins de 60 kg. 
Médaillé de bronze aux Jeux olympiques de Rio de Janeiro, il est titulaire de quatre titres de champion du monde, en 2013, 2017, 2018 et 2022, et de deux titres de champion d'Asie en 2017 et 2021.

## Biographie
Champion du monde moins de 17 ans à Budapest en 2009, puis des moins de 20 ans en 2011 au Cap, Naohisa Takatō remporte lors de cette dernière année sa première médaille dans un tournoi grand chelem, avec une médaille de bronze à Tokyo lors de la coupe Jigoro Kano. L'année suivante, il remporte les tournois de Moscou et de Tokyo.
Après sa victoire au tournoi de Paris en février 2013, face au Coréen Jin-Min Jang, il remporte en août son premier titre mondial en battant en finale des Championnats du monde de Rio de Janeiro le Mongol Amartuvshin Dashdavaa. En fin d'année, il remporte pour la deuxième fois la coupe Jigoro Kano. En 2014, il remporte le Grand Prix de Budapest. Tenant du titre, il remporte une médaille de bronze lors des mondiaux de Tcheliabinsk. Son début année suivante est décevant, avec une élimination en huitièmes de finale lors du Grand Prix de Düsseldorf, puis une élimination dès son premier combat des Championnats du Japon, ce qui le prive d'une place dans la sélection japonaise pour les mondiaux. En mai, il remporte le Masters de Rabat. En fin d'année, il remporte le tournoi de Paris. Il enchaîne en décembre par une nouvelle victoire dans un tournoi GrandChelem, à Tokyo lors de la Coupe Jigoro Kano.
Pour les Jeux olympiques de Rio de Janeiro, il est en concurrence avec Toru Shishime pour représenter les couleurs japonaises en moins de 60 kg. Malgré sa victoire aux championnats du Japon, celui-ci se voit préférer Takatō, demi-finaliste. En mai, il est retenu pour le Masters disputé à Guadalajara, où il échoue dès son premier combat face au Français Vincent Limare. Lors du tournoi olympique, il doit passer par les repêchages après une défaite en quarts de finale face au Géorgien Amiran Papinashvili. Il remporte la médaille de bronze en battant l'Azéri Orkhan Safarov. En fin d'année, il termine deuxième de la Coupe Jigoro Kano.
L'année suivante, il remporte pour la troisième fois le tournoi de Paris. Il remporte les championnats d'Asie disputés à Hong Kong. Il remporte son deuxième titre mondial lors de l'édition de Budapest où il bat en finale Orkhan Safarov. En décembre, il remporte le Grand Slam de Tokyo face au Mongol Amartuvshin Dashdavaa.
En septembre 2018, il conserve son titre mondial, son troisième, lors des mondiaux de Bakou où il s'impose face au Russe Robert Mshvidobadze.

## Palmarès

### Compétitions internationales
| Année | Compétition                               | Lieu           | Résultat | Catégorie      |
| ----- | ----------------------------------------- | -------------- | -------- | -------------- |
| 2011  | Championnats du monde des moins de 20 ans | Le Cap         | 1er      | Moins de 60 kg |
| 2013  | Championnats du monde                     | Rio de Janeiro | 1er      | Moins de 60 kg |
| 2014  | Championnats du monde                     | Tcheliabinsk   | 3e       | Moins de 60 kg |
| 2016  | Jeux olympiques                           | Rio de Janeiro | 3e       | Moins de 60 kg |
| 2017  | Championnats d'Asie                       | Hong Kong      | 1er      | Moins de 60 kg |
| 2017  | Championnats du monde                     | Budapest       | 1er      | Moins de 60 kg |
| 2018  | Championnats du monde                     | Bakou          | 1er      | Moins de 60 kg |
| 2021  | Jeux olympiques                           | Tokyo          | 1er      | Moins de 60 kg |
| 2021  | Championnats d'Asie                       | Bichkek        | 1er      | Moins de 60 kg |
| 2022  | Championnats du monde                     | Tachkent       | 1er      | Moins de 60 kg |

### Tournois Grand Chelem, Grand Prix et Masters
| Année | Compétition         | Lieu       | Résultat | Catégorie      |
| ----- | ------------------- | ---------- | -------- | -------------- |
| 2011  | Grand Chelem        | Tokyo      | 3e       | Moins de 60 kg |
| 2011  | Grand Prix          | Qingdao    | 2e       | Moins de 60 kg |
| 2012  | Grand Chelem        | Moscou     | 1er      | Moins de 60 kg |
| 2012  | Grand Chelem        | Tokyo      | 1er      | Moins de 60 kg |
| 2013  | Grand Chelem        | Paris      | 1er      | Moins de 60 kg |
| 2013  | Masters mondial     | Tioumen    | 1er      | Moins de 60 kg |
| 2013  | Grand Chelem        | Tokyo      | 1er      | Moins de 60 kg |
| 2014  | Grand prix Budapest | Budapest   | 1er      | Moins de 60 kg |
| 2015  | Grand Chelem        | Paris      | 1er      | Moins de 60 kg |
| 2015  | Masters mondial     | Rabat      | 1er      | Moins de 60 kg |
| 2015  | Grand Chelem        | Tokyo      | 1er      | Moins de 60 kg |
| 2016  | Grand Chelem        | Tokyo      | 2e       | Moins de 60 kg |
| 2017  | Grand Chelem        | Paris      | 1er      | Moins de 60 kg |
| 2017  | Grand Chelem        | Tokyo      | 1er      | Moins de 60 kg |
| 2018  | Grand Prix          | Zagreb     | 1er      | Moins de 60 kg |
| 2019  | Grand Chelem        | Paris      | 1er      | Moins de 60 kg |
| 2019  | Grand Prix          | Montréal   | 1er      | Moins de 60 kg |
| 2019  | Grand Chelem        | Osaka      | 1er      | Moins de 60 kg |
| 2020  | Grand Chelem        | Düsseldorf | 1er      | Moins de 60 kg |
| 2023  | Masters mondial     | Budapest   | 3e       | Moins de 60 kg |